# 橫川重陳
橫川重陳（1586年—1649年）是安土桃山時代至江戶時代初期的武將。大名池田氏家臣。

## 生平
在天正14年（1586年）出生。仕於池田忠雄，成為淡路洲本藩藩士。慶長19年（1614年），在大坂之陣中，得到一番槍的武功，受德川家康賜予感狀。在江戶幕府發出天下普請的命令後，負責切割並運送用作改修大坂城石垣的巨石，亦在江戶城中的紅葉山平川口負責普請。寬永9年（1632年），在成為岡山藩藩主的主君忠雄死去後，仕於繼承家督的池田光仲，並在池田家轉封後，成為鳥取藩藩士。在慶安2年（1649年）死去。

## 其他
平成29年（2017年），由家康賜予並代代相傳的感狀，在明石市立文化博物館公開展示。

## 外部連結
- 神戸新聞NEXT｜明石｜家康の感状を特別公開　大坂冬の陣、武功を評価 （页面存档备份，存于）